# Bojayá
Bojayá är en kommun i Colombia.   Den ligger i departementet Chocó, i den nordvästra delen av landet, 400 km nordväst om huvudstaden Bogotá. Antalet invånare är 9 941.